# Filó de Gàdara
Filó de Gàdara (grec antic: Φίλων) va ser un matemàtic grec probablement nascut a Gàdara, que va viure al segle II.
No se sap res de la seva biografia, excepte que va tenir per deixeble a Esporos de Nicea, i que va millorar l'aproximació que havia fet Arquimedes del nombre π. Aquesta afirmació, que prové d'Esporos, la explica Eutoci al seu comentari sobre l'esfera i el cilindre, i diu que va arribar als 10.000 decimals al determinar el valor de π.